# Midway North
Midway North es un lugar designado por el censo ubicado en el condado de Hidalgo en el estado estadounidense de Texas. En el Censo de 2010 tenía una población de 4.752 habitantes y una densidad poblacional de 903,38 personas por km².

## Geografía
Midway North se encuentra ubicado en las coordenadas 26°11′17″N 98°1′2″O / 26.18806, -98.01722. Según la Oficina del Censo de los Estados Unidos, Midway North tiene una superficie total de 5.26 km², de la cual 5.26 km² corresponden a tierra firme y (0%) 0 km² es agua.

## Demografía
Según el censo de 2010, había 4.752 personas residiendo en Midway North. La densidad de población era de 903,38 hab./km². De los 4.752 habitantes, Midway North estaba compuesto por el 85.86% blancos, el 0.74% eran afroamericanos, el 0.65% eran amerindios, el 0% eran asiáticos, el 0% eran isleños del Pacífico, el 11.89% eran de otras razas y el 0.86% pertenecían a dos o más razas. Del total de la población el 98.57% eran hispanos o latinos de cualquier raza.

## Educación
El Distrito Escolar Independiente de Weslaco (WISD por sus siglas en inglés) a las partes de Midway North al este de South Midway Road.Dos escuelas primarias, Cleckler-Heald y "Rudy" Silva, sirven a partes de la zona de WISD en Midway North.La Escuela Secundaria Beatriz Garza,y la Escuela Preparatoria Weslaco sirven a todas partes del lugar.
El Distrito Escolar Independiente de Donna (DISD por sus siglas en inglés) a las partes de Midway North al oeste de Midway Road.La Escuela Primaria Price, Escuela Secundaria Todd y la Escuela Preparatoria Donna sirven a todas las áreas de la zona DISD del lugar.
El Distrito Escolar Independiente de South Texas gestiona escuelas magnet que sirven a la región.